# Toulon Voiles de Légende
 (janvier 2020).
Si vous disposez d'ouvrages ou d'articles de référence ou si vous connaissez des sites web de qualité traitant du thème abordé ici, merci de compléter l'article en donnant les références utiles à sa vérifiabilité et en les liant à la section « Notes et références ».
Lors des Mediterranean Tall Ships Regatta, la course des grands voiliers fait étape dans la rade de Toulon. Ce rassemblement de voiliers prend le nom de Toulon Voiles de Légende. Les escales sont l'occasion de festivités diverses sur les quais, défilés des équipages, rencontres sportives, visites des navires....

## Histoire
Les Tall Ships' Races (course de grands voiliers) sont organisés ou agréés par la Sail Training International et ses associations nationales. L'objectif de promouvoir la voile auprès des jeunes du monde entier. Ce concept de course sert aussi à maintenir les traditions de la marine à voile.

L'équipage de chaque bateau doit en effet être composé pour moitié de jeunes âgés de 15 à 25 ans. La course devient pour eux une véritable « école d'apprentissage » avec comme volonté de les initier et les inciter à naviguer ensemble, créer des liens de solidarité et d'amitié et leur permettre de vivre une aventure unique.

### Édition 2007
La première édition s'est déroulée du 21 au 24 juillet 2007.

C'était l'étape française de la Mediterranean Tall Ships' Races 2007 entre Gênes (Italie) et Alicante (Espagne).

### Édition 2013
Pour l'escale de la course 2013, cet événement se déroule du 27 au 30 septembre 2013 lors de l'étape française de la Mediterranean Tall Ships Regatta 2013. Cette course de grands voiliers démarre de Barcelone le 21 septembre pour arriver à La Spezia le 4 octobre 2013.

### Édition 2016
Pour l'escale de la course 2016 lors de l'étape française de la Mediterranean Tall Ships Regatta 2016. 
L'America's Cup à Toulon, ce sera du 9 au 11 septembre prochains, la ville et l'agglomération vont accueillir l’élite mondiale de la voile pour la seule étape française des Louis Vuitton America's Cup World Series (LVACWS) du circuit. Six équipages prestigieux vont venir s’affronter dans les eaux de la rade toulonnaise dont une équipe française : Groupama Team France avec trois des plus renommés navigateurs de l’hexagone : Franck Cammas, Michel Desjoyeaux et Olivier de Kersauson. Ce sont ainsi six puissants catamarans AC45, véritable formule 1 des mers pouvant atteindre les 70km/h qui vont défendre leurs couleurs lors de courses spectaculaires et rapides, que le public pourra admirer des plages de Toulon… et tenter de décrocher le plus vieux trophée sportif au monde lors de la 35ème America’s Cup en juin 2017 aux Bermudes.